# Базельская конвенция

Государства-участники конвенции по состоянию на 2021 год

Ба́зельская конвенция о контроле за трансграничной перевозкой опасных отходов и их удалением — международный договор, регулирующий порядок международной перевозки и утилизации опасных отходов. 
Насчитывает 190 стран-участниц, призвана оградить здоровье человека и окружающую среду от пагубного воздействия, вызываемого производством, использованием, трансграничной перевозкой и удалением опасных отходов.

Принята на Конференции в Базеле 22 марта 1989 года. Ратифицирована Российской Федерацией Законом от 25 ноября 1994 г. № 49-ФЗ.

## История разработки и принятия
В 1970-1980-х годах развитые страны ужесточили требования к охране окружающей среды, что повлекло рост стоимости утилизации отходов. Некоторые операторы, которые занимались перевозкой опасных отходов начали искать варианты бесконтрольного и дешевого захоронения (или ненадлежащей обработки) отходов в странах, где экологическое регулирование ещё не было развито (Африка, Восточная Европа и иные регионы планеты). Безответственное избавление от отходов привело к ухудшению экологической обстановки на побережьях. Отдельные инциденты со сбросом отходов вызвали общественный резонанс (см., к примеру, инцидент со сбросом отходов с участием судна Khian Sea). Стала очевидна необходимость международно-правового регулирования утилизации опасных отходов.
В 1987 году, после разработки рекомендательных Каирских принципов по обращению с опасными отходами был начат переговорный процесс по урегулированию возникшей проблемы. К 1989 году под эгидой Программы ООН по окружающей среде (ЮНЕП) был разработан проект Конвенции о контроле за трансграничной перевозкой опасных отходов и их удалением. В том же году 35 государств и Европейское сообщество подписали данную конвенцию.

## Понятие отходов
В приложении I к конвенции приведён перечень категорий отходов и веществ, которые понимаются под "опасными отходами" (ст. 1 расширяет содержание возможностью указания на опасность отходов в национальном законодательстве).
Некоторые примеры отходов, подпадающих под регулирование Базельской конвенцией:
1. Биомедицинские и медицинские отходы;
2. Использованные нефтепродукты;
3. Использованные свинцово-кислотные аккумуляторы;
4. Стойкие органические загрязнители (отходы СОЗ), химические вещества и пестициды, сохраняющиеся в окружающей среде в течение многих лет. Они переносятся на большие расстояния от мест их выброса, биоаккумулируются (создавая тем самым угрозу для человека и животных, находящихся на верхних ступенях пищевой цепи) и оказывают самое различное воздействие на организм;
5. Полихлорированные дифенилы (ПХД) — соединения, используемые в промышленности в качестве жидких теплоносителей, применяемые в электрических трансформаторах и конденсаторах, а также в качестве добавок к краскам, безуглеродной копировальной бумаге, уплотняющим материалам и пластмассам.

## Механизм регулирования
В Базельской конвенции заложен "принцип предварительного согласия" (ст. 4): до начала экспорта государство-экспортёр должно уведомить государства, через которые будет проходить транзит и государство-импортёр о перемещении опасных отходов, предоставив им подробную информацию. Для правомерного перемещения необходимо письменное согласие государств импорта и транзита (ст. 6 и 7).
Кроме регулирования перемещения отходов конвенция устанавливает информационный обмен между участниками, а при необходимости - оказание технической помощи (ст. 10 и 13).
В соответствии с "запретительной поправкой" (приложение VII), принятой в 1994 году, государствам, входящим в ОЭСР, Европейский союз, а также Лихтенштейну запрещено перемещать опасные отходы в другие государства. 5 декабря 2019 года поправка вступила в силу после ратификации Хорватией.